# Teutsche Lesegesellschaft

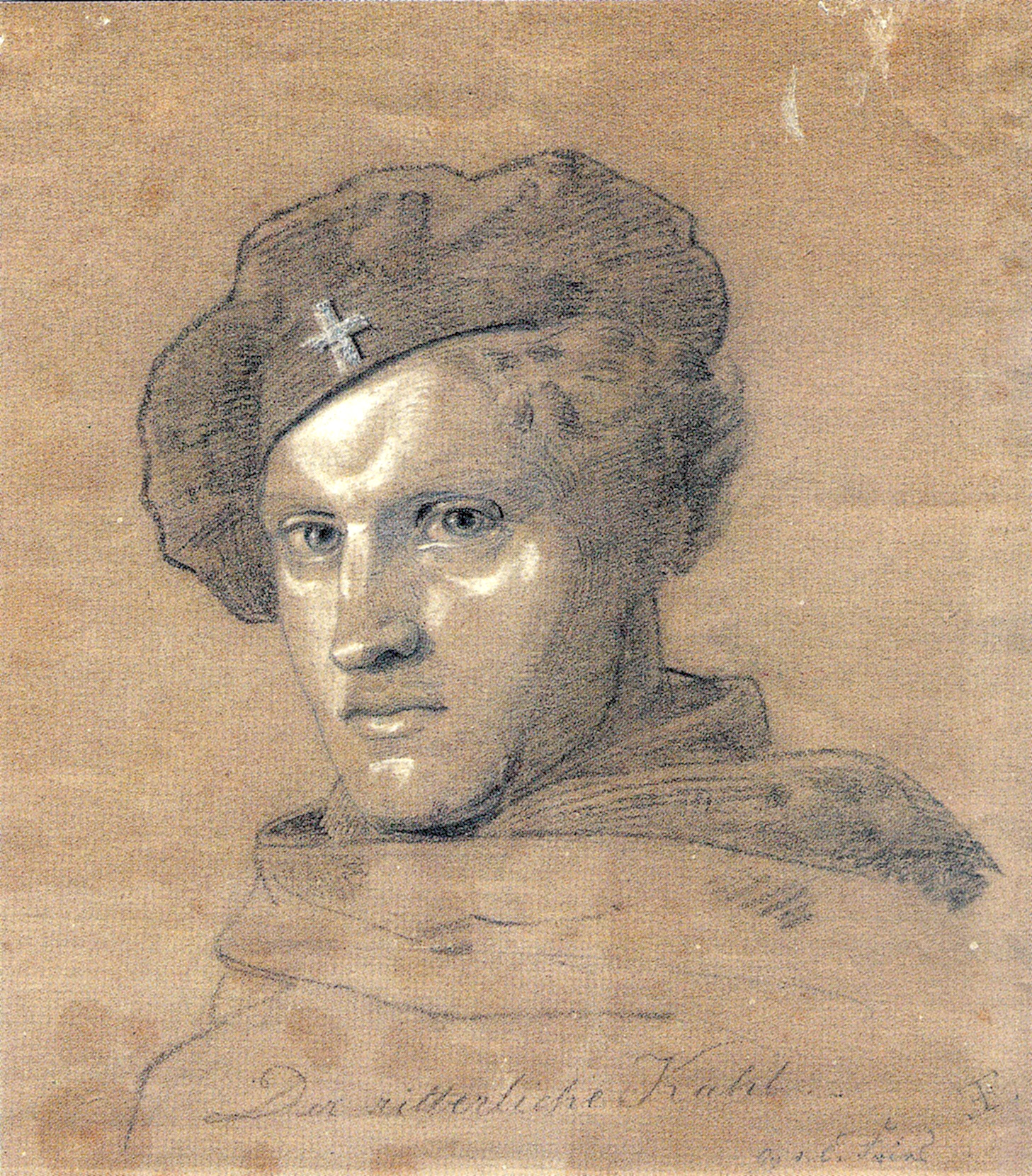
"Der ritterliche Kahl", um 1819, Jacob Carl Kahl in der Tracht der "Gießener Schwarzen" mit schwarzem Barett und silbernem Kreuz

Die Teutsche Lesegesellschaft (Teutsche Lesegesellschaft zur Erreichung vaterländisch-wissenschaftlicher Zwecke – Teutonia, Gießen) war eine am 17. November 1814 von 70 Gießener Studenten unter Einfluss von Friedrich Gottlieb Welcker und Ernst Moritz Arndt unter Leitung von August Adolf Follen gegründete vor-burschenschaftliche Vereinigung.

## Kurze Geschichte
August Adolf Follen und sein Bruder Karl (gen. Follenius) führten in der Folgezeit diese Verbindung mit stark deutsch-nationaler, einheitsstaatlicher und christlicher Orientierung. Die Mitglieder trugen die „Altdeutsche Tracht“ (schwarzer, zugeknöpfter Rock, darüber fallender Hemdkragen, schwarzes, kreuzgeziertes Samtbarett, Dolch) mit blauem Tuch und wurden nach ihr von ihren Gegnern, den landsmannschaftlich orientierten Studentencorps, auch die „Schwarzen“ genannt. Nach Meinungsverschiedenheiten u. a. über die Duellfrage spaltete sich die Teutsche Lesegesellschaft 1815. Im selben Jahr wurde sie von der argwöhnisch gewordenen Universitätsbehörde verboten.
Aus dieser Gesellschaft wurden gegründet
- 1815 die Germania (Germanenbund) (Gießener Schwarze) – bis 1816, und
- 1816 die Christlich-teutsche Burschenschaft („Ehrenspiegelburschenschaft“; Ehrenspiegel war die Bezeichnung für die Verfassung der Burschenschaft) – formell bis 1817, de facto bis 1818/19.

Diesen folgten unter Beteiligung zahlreicher Mitglieder
- 1818 die Allgemeine Burschenschaft Germania – aufgelöst am 3. November 1819, und
- am 17. Mai 1821 unter Vereinigung mit einer Constantia (1820) eine neue Germania, die 1823 aufgelöst wurde, aber als Waffenverbindung bis 1837 in unterschiedlichen Formen weiter bestand.

Die Aktivisten dieser verschiedenen Gruppierungen wirkten systematisch auf einen bewaffneten Volksaufstand gegen die Heilige Allianz hin und versuchten, auch andere Bevölkerungsgruppen wie die Landbevölkerung zu mobilisieren, zum Beispiel durch die Verteilung des Frag- und Antwortbüchleins. 
Als Propagandamittel galt auch der revolutionäre Gedichtzyklus Großes Lied der Brüder Follen, von dem Auszüge zum Beispiel bei Veranstaltungen im Odenwald gesungen wurden:
Brüder, so kann's nicht gehn,
Laßt uns zusammenstehn,
Duldet's nicht mehr!
Freiheit, dein Baum fault ab,
Jeder am Bettelstab
Beißt bald ins Hungergrab,
Volk ins Gewehr!
Brüder im Bauernkleid,
Reicht Euch die Hand!
Allen ruft Teutschlands Not,
Allen des Herrn Gebot:
Schlagt Eure Plager tot,
Rettet das Land!
Die Allgemeine Burschenschaft Germania, in der die letzten Gießener Schwarzen untergekommen waren, wurde nach den Karlsbader Beschlüssen 1819 aufgelöst. Viele der revolutionären jungen Leute wurden verhaftet, einige konnten fliehen und schlossen sich Freiheitsbewegungen in anderen Ländern wie Griechenland an. Einige kamen dabei um.

## Bekannte Mitglieder
- Christian Bansa (1791–1862), liberaler hessischer Politiker, Abgeordneter der 2. Kammer der Landstände des Großherzogtums Hessen und Staatsminister in Hessen-Homburg
- Friedrich Christian Diez (1794–1876), Romanist
- August Adolf Follen (1794–1855), Schriftsteller und Verleger
- Karl Follen (1796–1840), Schriftsteller
- Christian Sartorius (1796–1872), Schriftsteller und Zuckerfabrikant
- Georg Thudichum (1794–1873), Philologe und Theologe, Direktor des Gymnasiums in Büdingen, Mitglied der Zweiten Kammer der Landstände des Großherzogtums Hessen
- Ludwig Thudichum (1798–1863), hessischer Landtagsabgeordneter
- Friedrich Gottlieb Welcker (1784–1868), klassischer Philologe

Mitgliederverzeichnis:
- Paul Wentzcke: Burschenschafterlisten. Zweiter Band: Hans Schneider und Georg Lehnert: Gießen – Die Gießener Burschenschaft 1814 bis 1936. Görlitz 1942, A. Teutsche Lesegesellschaft (Teutonia).